# KS Iliria
Der Klubi Sportiv Iliria ist ein albanischer Fußballverein in der Stadt Fushë-Kruja, der im Jahr 1991 gegründet wurde. Derzeit spielt der Verein in der zweiten Liga.
In der Saison 2010/11 wurde der Verein Zweiter in der von der Federata Shqiptare e Futbollit ausgetragenen Meisterschaft in der Gruppe Nord der dritten albanischen Liga, so dass er in die zweite Liga, die Kategoria e parë, aufstieg. Von dort stieg er jedoch bereits nach zwei Jahren wieder in die dritte Liga ab, ehe 2014 der direkte Wiederaufstieg gelang.